# Границя виявлення
Границя виявлення або межа виявлення (англ. limit of detection або detection limit, скор. LOD) — виміряне значення величини, отримане у відповідності з методикою вимірювання, для якого ймовірність помилкового твердження про відсутність компоненту рівна  {\displaystyle \beta } за заданого значення ймовірності {\displaystyle \alpha } помилкового твердження про його наявність.
У директивах ЄС границю виявлення позначають як  {\displaystyle CC}{\displaystyle \beta }.
IUPAC рекомендує  за умовчуванням для {\displaystyle \alpha } і {\displaystyle \beta } значення 0.05, хоча іноді вибирають інші значення.  
Для хімічного аналізу фактично границя виявлення - значення результату аналізу, за отримання якого відмінність вмісту компоненту від нуля вважатимуть значущою. Досягнення цього рівня часто тягне за собою певну дію, наприклад, визнання матеріалу забрудненим відповідним компонентом.
Границя виявлення методики є однією з найважливіших характеристик  для певних методик хімічного аналізу, як кількісних, так і якісних, наприклад, для методик перевірки на відповідність граничному вмісту домішок.

## Межа виявлення приладу та границя виявлення
Потрібно розрізняти межу виявлення приладу і границю виявлення методики. Межу виявлення приладу можна визначити за результатами аналізування проби, часто холостого реактиву, яку вводять безпосередньо у прилад (тобто, виключаючи усі стадії підготування проби), або за співвідношенням сигнал/шум, наприклад, на хроматограмі. Границю виявлення методики (LOD) треба визначати за даними аналізування проб, які було піддано усім операціям методики вимірювання, з використанням результатів, обчислених за тими самими рівняннями, що застосовують для рутинних проб.

## Оцінювання границі виявлення
Границю виявлення оцінюють під час валідації методики, зокрема, відповідні вимоги містять деякі міжнародні стандарти, наприклад .

### Якісний аналіз
Завданням якісного аналізу є ідентифікація або класифікація речовин, і по суті він дає відповідь "так/ні" на запитання про перевищення заданої порогової концентрації компонента. Під час валідаційного дослідження граничну концентрацію можна визначити шляхом встановлення долі хибно позитивних та хибно негативних результатів на декількох рівнях нижче та вище очікуваної границі виявлення. Границею виявлення вважають таку концентрацію, за перевищення якої доля хибно негативних результатів є невелика – відповідно до заданої ймовірності, наприклад, 0.05 .
Аналізувати холості проби з добавками аналіту на різних рівнях  рекомендується у випадковому порядку не менше 10 разів кожну. Далі будується графік залежності долі позитивних або негативних результатів у відсотках від концентрації і за графіком візуально визначають границю виявлення, для якої доля хибно негативних результатів становить {\displaystyle \beta }.

### Кількісний аналіз
Для встановлення границі виявлення кількісних методик використовують або холості проби (тобто матриці, що не містять визначуваний аналіт), або проби з концентрацією аналіту, близькою до очікуваної LOD або нижче неї. Холості проби більш придатні для методик, де на цих пробах отримують сигнал, який можна добре виміряти, наприклад, для спектрофотометрії та атомної спектроскопії. Проте для таких методів  як хроматографія, яка ґрунтується на виявленні піку понад рівнем шуму, потрібні проби з концентрацією, близькою до LOD або вищою за неї. Їх можна приготувати, наприклад, вводячи добавки у холосту пробу . Пробу аналізують (в залежності від трудомісткості аналізу) від 6 до 16 разів,  хоча зазвичай рекомендують 10 вимірювань. Вимірювання слід проводити в умовах збіжності. Проби мають проходити всі етапи обробки, передбачені методикою.
Границю виявлення розраховують за формулою 
{\displaystyle LOD=k\cdot S},
де {\displaystyle S} - середнє квадратичне відхилення результатів вимірювання проби;
{\displaystyle k=3} - множник для отримання {\displaystyle LOD}  із середнього квадратичного відхилення.
Якщо методика під час рутинного аналізу передбачає результат вимірювання як середнє із {\displaystyle n} результатів повторних вимірювань, тоді {\displaystyle S} потрібно замінити на {\displaystyle S/{\sqrt {n}}}.
Якщо методика вимірювання передбачає введення поправки на холосту пробу, то треба це враховувати, визначаючи середнє квадратичне відхилення, за яким обчислюють {\displaystyle LOD}. Якщо в усі результати, отримані під час валідаційного дослідження, вводять одну й ту саму поправку на холосту пробу, тоді середнє квадратичне відхилення результатів буде меншим за те, що отримують на практиці, коли у результати вводять різні поправки, отримані під час різних повторень. У цьому разі {\displaystyle S} треба відкоригувати, помноживши на  {\displaystyle {\sqrt {{\tfrac {1}{n}}+{\tfrac {1}{n_{b}}}}}}, де {\displaystyle n_{b}} – кількість спостережень з холостими пробами, за результатами яких обчислюють поправку.
В літературі описані і інші, більш строгі підходи до оцінювання границі виявлення .